# هوراس لي
هوراس لي (14 مارس 1909 في المملكة المتحدة - 14 يوليو 1981 في المملكة المتحدة) (بالإنجليزية: Horace Lee)‏ هو لاعب كريكت بريطاني (وحمل سابقاً جنسية المملكة المتحدة لبريطانيا العظمى وأيرلندا). لعب مع المقاطعات الوطنية للكريكيت الإنجليزي والويلزي ‏ وNorthumberland County Cricket Club ‏.

## وصلات خارجية
- هوراس لي على موقع إي آس بي آن كريك إنفو (الإنجليزية)